# Motorenwerk Hamburg
Das ehemalige MAN-Motorenwerk Hamburg ist eine Industrieanlage im Hamburger Hafen. Sie besteht aus sechs großen Hallen, die auch unter der Bezeichnung „MAN-Hallen“ bekannt sind.
Das als Motorenwerk Hamburg GmbH gegründete Unternehmen war zwischen 1942 und 1983 ein bedeutender Hersteller von Schiffsdieselmotoren und Zulieferer für den Schiffbau der Werften in Hamburg. Der Betrieb bildet heute als MAN Diesel PrimeServ Hamburg eine Abteilung der MAN Energy Solutions, dem verbliebenen Rest der  MAN AG.
Seit Aufgabe der Produktion dient der Betrieb als Werkstatt für Schiffsmotoren, die dort gewartet, überholt und repariert werden, und nutzt nur noch eine der Hallen.
Die fünf anderen sind heute an verschiedene Hafenbetriebe vermietet, die sie als Lagerraum für Rohkakao, Kaffee und Getreide nutzen.
Die Anlage befindet sich am Roßweg in Hamburg-Steinwerder. Sie ist über den werkseigenen Hachmannkai am Roßhafen für Seeschiffe bis 90.000 tdw erreichbar. Unmittelbar benachbart ist das Gelände der ehemaligen Vulkanwerft (ab 1930 Howaldtswerke). Von der östlichen Auffahrt der Köhlbrandbrücke kann es eingesehen werden.

## Architektur
Die sechs Hallen des Motorenwerks wurden 1938 im Architektenbüro von Wilhelm Wichtendahl unter der Verantwortung seines Mitarbeiters Bernhard Hermkes entworfen. Sie gehören zu Hermkes’ Frühwerken und orientieren sich an den Hallenbauten Herbert Rimpls für die Heinkel-Werke Oranienburg, an deren Bau Hermkes in den Jahren 1935/36 beteiligt war.
Der Entwurf zeichnet sich durch eine filigrane Konstruktion ohne jede Monumentalität aus, die in der Architektur im Nationalsozialismus sonst üblich war. Er bewahrte damit die Ideale des Neuen Bauens der Weimarer Republik auch unter dem NS-Regime; der Architekt Rudolf Lodders bezeichnete dieses Phänomen später als „Zuflucht im Industriebau“.

## Geschichte
Das MAN-Motorenwerk Hamburg wurde 1939–42 im Auftrag der Kriegsmarine errichtet, um dort Dieselmotoren für Kriegsschiffe herstellen zu lassen. Wegen der Konzentration auf den U-Boot-Krieg wurden dort während des Zweiten Weltkriegs stattdessen Motoren für U-Boote gebaut.
Der Rüstungsbetrieb wurde durch alliierte Luftangriffe schwer beschädigt. Den ständig erforderlichen Wiederaufbau leitete, wie schon den Bau, bis 1944 der Architekt Hermkes.
Das Werk profitierte von der Arbeitskraft von Zwangsarbeitern, die in „Zivilarbeiterlagern“ auf dem Werksgelände und an der Neuhöfer Straße in Hamburg-Wilhelmsburg untergebracht waren.
In den Jahren 1946 bis 1949 ließ die Militärregierung der Britischen Besatzungszone die verbliebenen Produktionsanlagen demontieren.
Erst ab 1955 konnte das Werk wieder in vollem Umfang zum Bau und zur Reparatur von Schiffsdieseln genutzt werden, an denen vor allem die im Hamburger Hafen ansässigen Werften einen erheblichen Bedarf hatten. Im Jahr 1969 waren im Motorenwerk über 2.100 Arbeitskräfte beschäftigt. In den folgenden Jahren gingen die Aufträge im Schiffbau zurück; auch die Bundesmarine, ein Hauptkunde des Motorenwerks, stellte ihre Schiffe auf andere Antriebe oder Motoren anderer Hersteller um. MAN fuhr die Produktion entsprechend zurück, was erhebliche Arbeitnehmerproteste nach sich zog, und stellte 1983 den Kessel- und Motorenbau in seinem Hamburger Werk ganz ein.